# Арык, Ремзи Огуз
Ремзи Огуз Арык (тур. Remzi Oğuz Arık; 15 июля 1899, Кабактепе, Козан — 3 апреля 1954, Анкара) — турецкий археолог, историк, публицист и политик. Известный учёный, профессор Стамбульского университета. Идеолог национал-аграризма, основатель Турецкой крестьянской партии.

## Ранние годы
Родился в селе Кабактепе района Козан. Учился в Салониках. В 1913, во время Балканской войны, перебрался в Стамбул. Добровольцем вступил в турецкую армию, участвовал в Первой мировой войне. Был ранен, получил офицерское звание.

## Учёный-археолог
После демобилизации преподавал в Галатасарайском лицее. Изучал гуманитарные науки в Стамбульском университете. В 1926 году был отправлен на учёбу во Францию. Окончил Парижский университет по курсам археологии и истории искусств.
В 1931 году Ремзи Огуз Арык вернулся в Стамбул. Преподавал историю, работал Археологическом музее. Участвовал в археологических раскопках на Гёллу-Даге, в Аладжа-Хююке, в Хаджиларе.
С 1939 года Ремзи Огуз Арык — профессор археологии Стамбульского университета.

## Политик-националист
Ремзи Огуз Арык придерживался правых националистических взглядов. Состоял в Демократической партии, был депутатом парламента. В 1952 году вышел из партии, считая политику Аднана Мендереса недостаточно националистической.
В том же году Арык основал Турецкую крестьянскую партию (TKP), программа которой основывалась на консервативном национал-популизме и идеях аграризма. Впоследствии TKP слилась с Республиканской национальной партией Османа Бёлюкбаши в Республиканскую крестьянскую национальную партию, которая во второй половине 1960-х составила организационно-политическую основу для Партии националистического движения Алпарслана Тюркеша.

## Кончина и наследие
Ремзи Огуз Арык погиб в авиакатастрофе при перелёте из Аданы в Анкару.
Автор ряда работ по археологии, этнографии, искусствоведению и политике.